# Saison 2016 de Super Rugby
Navigation
Super 15 2015 Super Rugby 2017
La saison 2016 de Super Rugby est la vingt-et-unième édition de cette compétition de rugby à XV. Elle est disputée par dix-huit franchises, cinq d'Australie, six d'Afrique du Sud, cinq de Nouvelle-Zélande, une du Japon et une d'Argentine.
La grande nouveauté est l'augmentation de 15 à 18 équipes, avec l'intégration de deux équipes extérieures aux trois territoires historiques (Afrique du Sud, Australie, Nouvelle-Zélande), l'une représentant l'Argentine, les Jaguars, l'autre représentant le Japon, les Sunwolves (voir l'article Super Rugby pour les détails concernant l'historique de cette nouvelle organisation). L'Afrique du Sud obtient une sixième franchise définitive, les Kings, basés à Port Elizabeth.

## Organisation
Le format de la compétition est réorganisé, avec un passage de trois à quatre groupes régionaux appelés « conférences », elles-mêmes placées dans deux « poules ». La compétition se déroule en deux phases. La première consiste en une phase de championnat où les équipes sont réparties en quatre conférences régionales regroupées en deux poules : deux conférences de quatre équipes (3 sud-africaines plus l'une des franchises argentine ou japonaise) groupées dans la poule Afrique du Sud, et deux conférences, l'une australienne (5 équipes), l'autre néo-zélandaise (5 équipes), groupées dans la poule Australasie. Chacune des franchises jouera sur 17 semaines de phase régulière 15 matches pour les équipes de la poule Sud africaine et 17 matchs pour les équipes de la poule Australasie. Dans chaque poule, chaque équipe affronte toutes les autres équipes de sa conférence en matchs aller-retour, les autres équipes de la poule une seule fois et enfin les équipes d'une des deux autres conférences une seule fois. Ainsi, pour 2016, les équipes de la conférence Afrique du Sud 1 joueront contre les équipes de la conférence australienne, tandis que celles de la conférence Afrique du Sud 2 joueront contre les équipes de la conférence néo-zélandaise.
À la fin de cette première phase, les vainqueurs de chacune de quatre conférences sont directement qualifiés pour les quarts de finale et reçoivent. Les quatre autres qualifiés sont les trois suivants du classement de la poule Australasie et la meilleure équipe sud-africaine au classement. Un classement est établi entre les 8 équipes : les quatre premiers sont classés selon leur nombre de points de 1 à 4, et les quatre autres qualifiés sont classés de 5 à 8, puis le 1 affronte le 8, le 2 le 7 etc. Les vainqueurs disputent les demi-finales toujours sur le terrain du mieux classé. La finale a lieu sur le terrain du mieux classé des finalistes.

## Franchises participantes
La compétition oppose dix-huit franchises issues d'Afrique du Sud, d'Australie, de Nouvelle-Zélande, du Japon et d'Argentine. Chaque franchise représente une aire géographique.
| Nom             | Pays             | Ville           | Stade                                  | Entraîneur                  | Capitaine                            |
| --------------- | ---------------- | --------------- | -------------------------------------- | --------------------------- | ------------------------------------ |
| Jaguars         | Argentine        | Buenos Aires    | Stade José Amalfitani                  | Raul Prez                   | Agustín Creevy                       |
| Blues           | Nouvelle-Zélande | Auckland        | Eden Park                              | Tana Umaga                  | Jerome Kaino                         |
| Brumbies        | Australie        | Canberra        | Canberra Stadium                       | Stephen Larkham             | Stephen Moore & Christian Lealiifano |
| Bulls           | Afrique du Sud   | Pretoria        | Loftus Versfeld                        | Nollis Marais               | Adriaan Strauss                      |
| Cheetahs        | Afrique du Sud   | Bloemfontein    | Free State Stadium                     | Franco Smith                | Francois Venter                      |
| Chiefs          | Nouvelle-Zélande | Hamilton        | Waikato Stadium                        | Dave Rennie                 | Aaron Cruden & Sam Cane              |
| Crusaders       | Nouvelle-Zélande | Christchurch    | Rugby League Park                      | Todd Blackadder             | Kieran Read & Sam Whitelock          |
| Highlanders     | Nouvelle-Zélande | Dunedin         | Forsyth Barr Stadium                   | Jamie Joseph                | Ben Smith & Shane Christie           |
| Hurricanes      | Nouvelle-Zélande | Wellington      | Westpac Stadium                        | Chris Boyd                  | Dane Coles                           |
| Southern Kings  | Afrique du Sud   | Port Elizabeth  | Nelson Mandela Bay Stadium             | Deon Davids                 | Steven Sykes                         |
| Lions           | Afrique du Sud   | Johannesburg    | Ellis Park Stadium                     | Johan Ackermann             | Warren Whiteley                      |
| Rebels          | Australie        | Melbourne       | AAMI Park                              | Tony McGahan                | Nic Stirzaker                        |
| Waratahs        | Australie        | Sydney          | Sydney Football Stadium                | Daryl Gibson                | Michael Hooper                       |
| Queensland Reds | Australie        | Brisbane        | Suncorp Stadium                        | Matt O'Connor & Nick Stiles | James Slipper                        |
| Sharks          | Afrique du Sud   | Durban          | Kings Park Stadium                     | Gary Gold                   | Patrick Lambie                       |
| Stormers        | Afrique du Sud   | Cape Town       | Newlands Stadium                       | Robbie Fleck                | Juan de Jongh & Frans Malherbe       |
| Sunwolves       | Japon            | Tokyo Singapour | Chichibunomiya Rugby Stadium Singapour | Mark Hammett                | Shota Horie                          |
| Western Force   | Australie        | Perth           | Perth Oval                             | Michael Foley               | Matt Hodgson                         |

## Résumé des résultats

### Classements de la phase régulière
| Rang | Franchise        | J  | V  | N | D  | Bo | Bd | Pm  | Pe  | Diff | Pts |
| ---- | ---------------- | -- | -- | - | -- | -- | -- | --- | --- | ---- | --- |
| 1    | Hurricanes       | 15 | 11 | 0 | 4  | 7  | 2  | 458 | 314 | +144 | 53  |
| 2    | Lions            | 15 | 11 | 0 | 4  | 7  | 1  | 535 | 349 | +186 | 52  |
| 3    | Stormers         | 15 | 10 | 1 | 4  | 5  | 4  | 440 | 274 | +166 | 51  |
| 4    | Brumbies         | 15 | 10 | 0 | 5  | 3  | 0  | 425 | 326 | +99  | 43  |
| 5    | Highlanders      | 15 | 11 | 0 | 4  | 4  | 4  | 422 | 273 | +149 | 52  |
| 6    | Chiefs           | 15 | 11 | 0 | 4  | 6  | 1  | 491 | 341 | +150 | 51  |
| 7    | Crusaders        | 15 | 11 | 0 | 4  | 5  | 1  | 487 | 317 | +170 | 50  |
| 8    | Sharks           | 15 | 9  | 1 | 5  | 2  | 3  | 360 | 269 | +91  | 43  |
| 9    | Bulls            | 15 | 9  | 1 | 5  | 4  | 0  | 399 | 339 | +60  | 42  |
| 10   | Waratahs         | 15 | 8  | 0 | 7  | 4  | 4  | 413 | 317 | +96  | 40  |
| 11   | Blues            | 15 | 8  | 1 | 6  | 2  | 3  | 374 | 380 | -6   | 39  |
| 12   | Melbourne Rebels | 15 | 7  | 0 | 8  | 2  | 1  | 365 | 486 | -121 | 31  |
| 13   | Jaguares         | 15 | 4  | 0 | 11 | 1  | 5  | 376 | 427 | -51  | 22  |
| 14   | Cheetahs         | 15 | 4  | 0 | 11 | 1  | 4  | 377 | 425 | -48  | 21  |
| 15   | Queensland Reds  | 15 | 3  | 1 | 11 | 0  | 3  | 290 | 458 | -168 | 17  |
| 16   | Western Force    | 15 | 2  | 0 | 13 | 0  | 5  | 260 | 441 | -181 | 13  |
| 17   | Southern Kings   | 15 | 2  | 0 | 13 | 1  | 0  | 282 | 684 | -402 | 9   |
| 18   | Sunwolves        | 15 | 1  | 1 | 13 | 0  | 3  | 293 | 627 | -334 | 9   |

| Rang | Franchise        | J  | V  | N | D  | Bo | Bd | Pm  | Pe  | Diff | Pts |
| ---- | ---------------- | -- | -- | - | -- | -- | -- | --- | --- | ---- | --- |
| 1    | Hurricanes       | 15 | 11 | 0 | 4  | 7  | 2  | 458 | 314 | +144 | 53  |
| 2    | Brumbies         | 15 | 10 | 0 | 5  | 3  | 0  | 425 | 326 | +99  | 43  |
| 3    | Highlanders      | 15 | 11 | 0 | 4  | 4  | 4  | 422 | 273 | +149 | 52  |
| 4    | Chiefs           | 15 | 11 | 0 | 4  | 6  | 1  | 491 | 341 | +150 | 51  |
| 5    | Crusaders        | 15 | 11 | 0 | 4  | 5  | 1  | 487 | 317 | +170 | 50  |
| 6    | Waratahs         | 15 | 8  | 0 | 7  | 4  | 4  | 413 | 317 | +96  | 40  |
| 7    | Blues            | 15 | 8  | 1 | 6  | 2  | 3  | 374 | 380 | -6   | 39  |
| 8    | Melbourne Rebels | 15 | 7  | 0 | 8  | 2  | 1  | 365 | 486 | -121 | 31  |
| 9    | Queensland Reds  | 15 | 3  | 1 | 11 | 0  | 3  | 290 | 458 | -168 | 17  |
| 10   | Western Force    | 15 | 2  | 0 | 13 | 0  | 5  | 260 | 441 | -181 | 13  |

| Rang | Franchise        | J  | V  | N | D  | Bo | Bd | Pm  | Pe  | Diff | Pts |
| ---- | ---------------- | -- | -- | - | -- | -- | -- | --- | --- | ---- | --- |
| 1    | Brumbies         | 15 | 10 | 0 | 5  | 3  | 0  | 425 | 326 | +99  | 43  |
| 2    | Waratahs         | 15 | 8  | 0 | 7  | 4  | 4  | 413 | 317 | +96  | 40  |
| 3    | Melbourne Rebels | 15 | 7  | 0 | 8  | 2  | 1  | 365 | 486 | -121 | 31  |
| 4    | Queensland Reds  | 15 | 3  | 1 | 11 | 0  | 3  | 290 | 458 | -168 | 17  |
| 5    | Western Force    | 15 | 2  | 0 | 13 | 0  | 5  | 260 | 441 | -181 | 13  |

| Rang | Franchise   | J  | V  | N | D | Bo | Bd | Pm  | Pe  | Diff | Pts |
| ---- | ----------- | -- | -- | - | - | -- | -- | --- | --- | ---- | --- |
| 1    | Hurricanes  | 15 | 11 | 0 | 4 | 7  | 2  | 458 | 314 | +144 | 53  |
| 2    | Highlanders | 15 | 11 | 0 | 4 | 4  | 4  | 422 | 273 | +149 | 52  |
| 3    | Chiefs      | 15 | 11 | 0 | 4 | 6  | 1  | 491 | 341 | +150 | 51  |
| 4    | Crusaders   | 15 | 11 | 0 | 4 | 5  | 1  | 487 | 317 | +170 | 50  |
| 5    | Blues       | 15 | 8  | 1 | 6 | 2  | 3  | 374 | 380 | -6   | 39  |

| Rang | Franchise      | J  | V  | N | D  | Bo | Bd | Pm  | Pe  | Diff | Pts |
| ---- | -------------- | -- | -- | - | -- | -- | -- | --- | --- | ---- | --- |
| 1    | Lions          | 15 | 11 | 0 | 4  | 7  | 1  | 535 | 349 | +186 | 52  |
| 2    | Stormers       | 15 | 10 | 1 | 4  | 5  | 4  | 440 | 274 | +166 | 51  |
| 3    | Sharks         | 15 | 9  | 1 | 5  | 2  | 3  | 360 | 269 | +91  | 43  |
| 4    | Bulls          | 15 | 9  | 1 | 5  | 4  | 0  | 399 | 339 | +60  | 42  |
| 5    | Jaguares       | 15 | 4  | 0 | 11 | 1  | 5  | 376 | 427 | -51  | 22  |
| 6    | Cheetahs       | 15 | 4  | 0 | 11 | 1  | 4  | 377 | 425 | -48  | 21  |
| 7    | Southern Kings | 15 | 2  | 0 | 13 | 1  | 0  | 282 | 684 | -402 | 9   |
| 8    | Sunwolves      | 15 | 1  | 1 | 13 | 0  | 3  | 293 | 627 | -334 | 9   |

| Rang | Franchise | J  | V  | N | D  | Bo | Bd | Pm  | Pe  | Diff | Pts |
| ---- | --------- | -- | -- | - | -- | -- | -- | --- | --- | ---- | --- |
| 1    | Stormers  | 15 | 10 | 1 | 4  | 5  | 4  | 440 | 274 | +166 | 51  |
| 2    | Bulls     | 15 | 9  | 1 | 5  | 4  | 0  | 399 | 339 | +60  | 42  |
| 3    | Cheetahs  | 15 | 4  | 0 | 11 | 1  | 4  | 377 | 425 | -48  | 21  |
| 4    | Sunwolves | 15 | 1  | 1 | 13 | 0  | 3  | 293 | 627 | -334 | 9   |

| Rang | Franchise      | J  | V  | N | D  | Bo | Bd | Pm  | Pe  | Diff | Pts |
| ---- | -------------- | -- | -- | - | -- | -- | -- | --- | --- | ---- | --- |
| 1    | Lions          | 15 | 11 | 0 | 4  | 7  | 1  | 535 | 349 | +186 | 52  |
| 2    | Sharks         | 15 | 9  | 1 | 5  | 2  | 3  | 360 | 269 | +91  | 43  |
| 3    | Jaguares       | 15 | 4  | 0 | 11 | 1  | 5  | 376 | 427 | -51  | 22  |
| 4    | Southern Kings | 15 | 2  | 0 | 13 | 1  | 0  | 282 | 684 | -402 | 9   |

### Phase finale
|  | Quarts de finale                                     | Quarts de finale                                     |             |    | Demi-finales                                   | Demi-finales                                   |  |  | Finale                                     | Finale                                     |
|  | Quarts de finale                                     | Quarts de finale                                     |             |    | Demi-finales                                   | Demi-finales                                   |  |  | Finale                                     | Finale                                     |
|  |                                                      |                                                      |             |    |                                                |                                                |  |  |                                            |                                            |
|  | le 23 juillet au Westpac Stadium de Wellington       | le 23 juillet au Westpac Stadium de Wellington       |             |    | le 30 juillet au Westpac Stadium de Wellington | le 30 juillet au Westpac Stadium de Wellington |  |  | le 6 août au Westpac Stadium de Wellington | le 6 août au Westpac Stadium de Wellington |
|  | le 23 juillet au Westpac Stadium de Wellington       | le 23 juillet au Westpac Stadium de Wellington       |             |    | le 30 juillet au Westpac Stadium de Wellington | le 30 juillet au Westpac Stadium de Wellington |  |  | le 6 août au Westpac Stadium de Wellington | le 6 août au Westpac Stadium de Wellington |
|  | Hurricanes                                           | 41                                                   |             |    | le 30 juillet au Westpac Stadium de Wellington | le 30 juillet au Westpac Stadium de Wellington |  |  | le 6 août au Westpac Stadium de Wellington | le 6 août au Westpac Stadium de Wellington |
|  | Hurricanes                                           | 41                                                   |             |    | le 30 juillet au Westpac Stadium de Wellington | le 30 juillet au Westpac Stadium de Wellington |  |  | le 6 août au Westpac Stadium de Wellington | le 6 août au Westpac Stadium de Wellington |
|  | Sharks                                               | 0                                                    |             |    | le 30 juillet au Westpac Stadium de Wellington | le 30 juillet au Westpac Stadium de Wellington |  |  | le 6 août au Westpac Stadium de Wellington | le 6 août au Westpac Stadium de Wellington |
|  | Sharks                                               | 0                                                    | Hurricanes  | 25 |                                                |                                                |  |  | le 6 août au Westpac Stadium de Wellington | le 6 août au Westpac Stadium de Wellington |
|  | le 23 juillet au Newlands Stadium du Cap             |                                                      | Hurricanes  | 25 |                                                |                                                |  |  | le 6 août au Westpac Stadium de Wellington | le 6 août au Westpac Stadium de Wellington |
|  |                                                      | Chiefs                                               | 9           |    |                                                |                                                |  |  | le 6 août au Westpac Stadium de Wellington | le 6 août au Westpac Stadium de Wellington |
|  | Stormers                                             | Chiefs                                               | 9           | 21 |                                                |                                                |  |  | le 6 août au Westpac Stadium de Wellington | le 6 août au Westpac Stadium de Wellington |
|  | Stormers                                             |                                                      |             | 21 |                                                |                                                |  |  | le 6 août au Westpac Stadium de Wellington | le 6 août au Westpac Stadium de Wellington |
|  | Chiefs                                               | 60                                                   |             |    |                                                |                                                |  |  | le 6 août au Westpac Stadium de Wellington | le 6 août au Westpac Stadium de Wellington |
|  | Chiefs                                               | 60                                                   | Hurricanes  | 20 |                                                |                                                |  |  |                                            |                                            |
|  | le 22 juillet au GIO Stadium de Canberra             |                                                      | Hurricanes  | 20 |                                                |                                                |  |  |                                            |                                            |
|  |                                                      | Lions                                                | 3           |    |                                                |                                                |  |  |                                            |                                            |
|  | Brumbies                                             | Lions                                                | 3           | 9  |                                                |                                                |  |  |                                            |                                            |
|  | Brumbies                                             | le 30 juillet à l'Ellis Park Stadium de Johannesburg |             | 9  |                                                |                                                |  |  |                                            |                                            |
|  | Highlanders                                          | 15                                                   |             |    |                                                |                                                |  |  |                                            |                                            |
|  | Highlanders                                          | 15                                                   | Highlanders | 30 |                                                |                                                |  |  |                                            |                                            |
|  | le 23 juillet à l'Ellis Park Stadium de Johannesburg |                                                      | Highlanders | 30 |                                                |                                                |  |  |                                            |                                            |
|  |                                                      | Lions                                                | 42          |    |                                                |                                                |  |  |                                            |                                            |
|  | Lions                                                | Lions                                                | 42          | 42 |                                                |                                                |  |  |                                            |                                            |
|  | Lions                                                |                                                      |             | 42 |                                                |                                                |  |  |                                            |                                            |
|  | Crusaders                                            | 25                                                   |             |    |                                                |                                                |  |  |                                            |                                            |
|  | Crusaders                                            | 25                                                   |             |    |                                                |                                                |  |  |                                            |                                            |

#### Quarts de finale
| 22 juin 2016 18 h 00 | Brumbies                                                                             | 9 – 15 | Highlanders                                                                                        | Canberra Stadium, Canberra 8 559 spectateurs Arbitre : Angus Gardner |
| 22 juin 2016 18 h 00 | Pénalité(s) : Lealiifano 3 (11e, 18e, 52e) · Carton(s) jaune(s) : Toomua 37e à 47e · |        | Essai(s) : Naholo (37e), Squire (57e) Transformation(s) : Sopoaga (38e) Pénalité(s) : Sopoaga (5e) | Canberra Stadium, Canberra 8 559 spectateurs Arbitre : Angus Gardner |
| 22 juin 2016 18 h 00 |                                                                                      |        | | Canberra Stadium, Canberra 8 559 spectateurs Arbitre : Angus Gardner |

| 23 juillet 2016 19 h 35 | Hurricanes | 41 – 0 | Sharks | Westpac Stadium, Wellington Arbitre : Glen Jackson |
| 23 juillet 2016 19 h 35 | Essai(s) : Uhila (17e), Marshall (21e), Woodward (47e), Fifita (50e), Perenara (59e), Shields (80e) Transformation(s) : Barrett 3 (48e, 51e, 60e), Woodward (81e) Pénalité(s) : Barrett (14e) |        |        | Westpac Stadium, Wellington Arbitre : Glen Jackson |
| 23 juillet 2016 19 h 35 | |        |        | Westpac Stadium, Wellington Arbitre : Glen Jackson |

| 23 juillet 2016 16 h 30 | Lions | 42 – 25 | Crusaders | Ellis Park Stadium, Johannesburg Arbitre : Craig Joubert |
| 23 juillet 2016 16 h 30 | Essai(s) : Skosan (2e), Janse van Rensburg (7e), Marx (40e), Combrinck (69e), Cronjé (74e) Transformation(s) : Jantjies 4 (8e, 40e, 70e, 75e) Pénalité(s) : Jantjies 2 (15e, 62e) Drop(s) : Jantjies (54e) |         | Essai(s) : Crotty (33e), Drummond (63e), Volavola (80e) · Transformation(s) : Mo'unga 2 (34e, 63e) · Pénalité(s) : Mo'unga 2 (20e,47e) · Carton(s) jaune(s) : Romano 6e à 16e · | Ellis Park Stadium, Johannesburg Arbitre : Craig Joubert |
| 23 juillet 2016 16 h 30 | |         | | Ellis Park Stadium, Johannesburg Arbitre : Craig Joubert |

| 23 juillet 2016 19 h 00 | Stormers                                                                                          | 21 – 60 | Chiefs | Newlands Stadium, Cape Town Arbitre : Jaco Peyper |
| 23 juillet 2016 19 h 00 | Essai(s) : Koch 2 (11e, 39e), Carr (72e) Transformation(s) : Du Preez 2 (12e, 40e), Thomson (73e) |         | Essai(s) : McNicol (14e, Weber (17e), Sanders (24e), Lowe (34e), McKenzie (46e, Elliot (75e), Koloamatangi (79e), Kerr-Barlow (81e) Transformation(s) : McKenzie 7 (15e, 18e, 25e, 25e, 76e, 80e, 82e) Pénalité(s) : McKenzie 2 (4e, 29e) | Newlands Stadium, Cape Town Arbitre : Jaco Peyper |
| 23 juillet 2016 19 h 00 |                                                                                                   |         | | Newlands Stadium, Cape Town Arbitre : Jaco Peyper |

#### Demi-finales
| 30 juillet 2016 19 h 35 | Hurricanes | 25 – 9 | Chiefs                                  | Westpac Stadium, Wellington Arbitre : Angus Gardner |
| 30 juillet 2016 19 h 35 | Essai(s) : Halaholo (7e), Barrett (35e), Vito (48e) · Transformation(s) : Barrett 2 (36e, 49e) · Pénalité(s) : Barrett 2 (33e, 56e) · Carton(s) jaune(s) : Jane 63e à 73e · |        | Pénalité(s) : McKenzie 3 (11e, 40e,52e) | Westpac Stadium, Wellington Arbitre : Angus Gardner |
| 30 juillet 2016 19 h 35 | |        |                                         | Westpac Stadium, Wellington Arbitre : Angus Gardner |

| 30 juillet 2016 15 h 00 | Lions | 42-30 | Highlanders | Ellis Park Stadium, Johannesburg Arbitre : Jaco Peyper |
| 30 juillet 2016 15 h 00 | Essai(s) : Jantjies (12e), Janse van Rensburg (24e), Skosan (46e), Kriel (55e), Erasmus (73e) Transformation(s) : Jantjies 4 (13e, 25e, 46e, 74e) Pénalité(s) : Jantjies 3 (21e, 45e, 52e) |       | Essai(s) : Faddes (48e), Sopoaga (66e), Naholo (75e), Wheeler (82e) Transformation(s) : Sopoaga 2 (76e, 82e) Pénalité(s) : Sopoaga 2 (19e, 40e) | Ellis Park Stadium, Johannesburg Arbitre : Jaco Peyper |
| 30 juillet 2016 15 h 00 | |       | | Ellis Park Stadium, Johannesburg Arbitre : Jaco Peyper |

#### Finale
(mt : 10 - 3)
Points marqués
- Hurricanes : 2 essais de Jane (22e) et Barrett (69e), 2 transformations de Barrett (23e, 70e), 2 pénalités de Barrett (12e, 52e).
- Lions : 1 pénalité de Jantjies (26e).

Évolution du score : 3-0, 8-0, 10-0, 10-3, 13-3, 18-3, 20-3
Arbitre :  Glen Jackson
Résumé
| Hurricanes Titulaires James Marshall 15 Cory Jane 14 Matt Proctor 13 Willis Halaholo 12 Jason Woodward 11 Beauden Barrett 10 TJ Perenara 9 Victor Vito 8 Ardie Savea 7 Brad Shields 6 Michael Fatialofa 5 Vaea Fifita 4 Ben May 3 (cap.) Dane Coles 2 Loni Uhila 1 Remplaçants Ricky Riccitelli 16 Chris Eves 17 Mike Kainga 18 Mark Abbott 19 Callum Gibbins 20 Jamison Gibson-Park 21 Vince Aso 22 Julian Savea 23 Entraîneur Chris Boyd |  |  |  | Lions Titulaires 15 Andries Coetzee 14 Ruan Combrinck 13 Lionel Mapoe 12 Rohan Janse van Rensburg 11 Courtnall Skosan 10 Elton Jantjies 9 Faf de Klerk 8 Warren Whiteley (cap.) 7 Warwick Tecklenburg 6 Jaco Kriel 5 Franco Mostert 4 Andries Ferreira 3 Julian Redelinghuys 2 Malcolm Marx 1 Dylan Smith Remplaçants 16 Akker van der Merwe 17 Corné Fourie 18 Jacques van Rooyen 19 Lourens Erasmus 20 Ruan Ackermann 21 Ross Cronjé 22 Howard Mnisi 23 Jaco van der Walt Entraîneur Johan Ackermann |

## Statistiques joueurs

### Meilleurs réalisateurs
| Rang | Joueur               | Franchise   | E  | T  | P  | D | Pts |
| ---- | -------------------- | ----------- | -- | -- | -- | - | --- |
| 1    | Beauden Barrett      | Hurricanes  | 9  | 50 | 25 | 1 | 223 |
| 2    | Damian McKenzie      | Chiefs      | 10 | 43 | 21 | 0 | 199 |
| 3    | Elton Jantjies       | Lions       | 3  | 44 | 27 | 2 | 190 |
| 4    | Lima Sopoaga         | Highlanders | 5  | 34 | 29 | 2 | 186 |
| 5    | Richie Mo'unga       | Crusaders   | 5  | 41 | 24 | 0 | 179 |
| 6    | Christian Lealiifano | Brumbies    | 3  | 41 | 22 | 0 | 163 |
| 7    | Nicolás Sánchez      | Jaguares    | 2  | 24 | 27 | 1 | 142 |
| 8    | Ihaia West           | Blues       | 4  | 19 | 24 | 0 | 130 |
| 9    | Jean-Luc du Plessis  | Stormers    | 2  | 26 | 22 | 0 | 128 |
| 10   | Jack Debreczeni      | Rebels      | 2  | 25 | 20 | 0 | 120 |
| 10   | Bernard Foley        | Waratahs    | 1  | 35 | 15 | 0 | 120 |

### Meilleurs marqueurs
| Rang | Joueur                   | Franchise   | Essais |
| ---- | ------------------------ | ----------- | ------ |
| 1    | Israel Folau             | Waratahs    | 11     |
| 2    | Matt Faddes              | Highlanders | 10     |
| 2    | Rohan Janse van Rensburg | Lions       | 10     |
| 2    | Damian McKenzie          | Chiefs      | 10     |
| 2    | Courtnall Skosan         | Lions       | 10     |
| 6    | Beauden Barrett          | Hurricanes  | 9      |
| 6    | Reece Hodge              | Rebels      | 9      |
| 6    | Lionel Mapoe             | Lions       | 9      |
| 6    | Sergeal Petersen         | Cheetahs    | 9      |
| 6    | Seta Tamanivalu          | Chiefs      | 9      |
| 6    | Akihito Yamada           | Sunwolves   | 9      |

## Récompenses

### Meilleur joueur
Après avoir réalisé une bonne saison sur le point personnel, le joueur polyvalent des Chiefs, Damian McKenzie vingt ans seulement, reçoit le prix du meilleur joueur de la saison de Super Rugby. D'un point de vue statistique, il termine deuxième meilleur réalisateur avec 199 points inscrits et deuxième meilleur marqueur d'essais avec dix réalisations. Il est également le joueur ayant réalisé le plus de courses (215), le plus de franchissements (31), le plus de défenseurs battus (67) et également le plus de mètres parcourus ballon en main (1304).

### Équipe de la saison
Une équipe-type de la saison est également mise en place pour récompenser les meilleurs joueurs de la saison à chaque poste, elle se compose des joueurs suivants :
| Poste                  | Joueurs                             | Joueurs                             | Joueurs                             | Joueurs                           | Joueurs                           | Joueurs                           |
| ---------------------- | ----------------------------------- | ----------------------------------- | ----------------------------------- | --------------------------------- | --------------------------------- | --------------------------------- |
| Arrière                | [15] Damian McKenzie (Chiefs)       | [15] Damian McKenzie (Chiefs)       | [15] Damian McKenzie (Chiefs)       | [15] Damian McKenzie (Chiefs)     | [15] Damian McKenzie (Chiefs)     | [15] Damian McKenzie (Chiefs)     |
| Trois quarts ailes     | [14] Melani Nanai (Blues)           | [14] Melani Nanai (Blues)           | [14] Melani Nanai (Blues)           | [11] Nemani Nadolo (Crusaders)    | [11] Nemani Nadolo (Crusaders)    | [11] Nemani Nadolo (Crusaders)    |
| Trois quarts centres   | [13] Israel Folau (Waratahs)        | [13] Israel Folau (Waratahs)        | [13] Israel Folau (Waratahs)        | [12] Anton Lienert-Brown (Chiefs) | [12] Anton Lienert-Brown (Chiefs) | [12] Anton Lienert-Brown (Chiefs) |
| Charnière              | [10] Beauden Barrett (Hurricanes)   | [10] Beauden Barrett (Hurricanes)   | [10] Beauden Barrett (Hurricanes)   | [9] TJ Perenara (Hurricanes)      | [9] TJ Perenara (Hurricanes)      | [9] TJ Perenara (Hurricanes)      |
| Troisième ligne centre | [8] Kieran Read (Crusaders)         | [8] Kieran Read (Crusaders)         | [8] Kieran Read (Crusaders)         | [8] Kieran Read (Crusaders)       | [8] Kieran Read (Crusaders)       | [8] Kieran Read (Crusaders)       |
| Troisième ligne aile   | [7] Ardie Savea (Hurricanes)        | [7] Ardie Savea (Hurricanes)        | [7] Ardie Savea (Hurricanes)        | [6] Jaco Kriel (Lions)            | [6] Jaco Kriel (Lions)            | [6] Jaco Kriel (Lions)            |
| Deuxième ligne         | [5] Pieter-Steph du Toit (Stormers) | [5] Pieter-Steph du Toit (Stormers) | [5] Pieter-Steph du Toit (Stormers) | [4] RG Snyman (Bulls)             | [4] RG Snyman (Bulls)             | [4] RG Snyman (Bulls)             |
| Piliers                | [3] Vincent Koch (Stormers)         | [3] Vincent Koch (Stormers)         | [3] Vincent Koch (Stormers)         | [1] Dylan Smith (Lions)           | [1] Dylan Smith (Lions)           | [1] Dylan Smith (Lions)           |
| Talonneur              | [2] Dane Coles (Hurricanes)         | [2] Dane Coles (Hurricanes)         | [2] Dane Coles (Hurricanes)         | [2] Dane Coles (Hurricanes)       | [2] Dane Coles (Hurricanes)       | [2] Dane Coles (Hurricanes)       |